# سوتنيا
سوتنيا (الأوكرانية (بالروسية: сотня)‏، (بالكرواتية: satnija)‏) كانت وحدة عسكرية وقسمًا إداريًا في بعض الدول السلافية.
استُخدمت تسمية سوتنيا، التي يعود تاريخها إلى عام 1948، في مجموعة متنوعة من السياقات في كل من أوكرانيا وروسيا حتى يومنا هذا. تعتبر سوتنيا كلمةً مفيدة لإنشاء أسماء قصيرة للمجموعات نحو Nebesna Sotnia وTerek Wolf Sotnia، مع الإشارة إلى أن هذه المجموعات تشمل 100-150 شخصًا.
يمكن ملاحظة أهمية هذه الكلمة من خلال تأثيرها القومي في جمهورية القوزاق الشعبية الأوكرانية بين القرنين السادس عشر والثامن عشر، والجيش الوطني الأوكراني، وأثناء أحداث الميدان الأوروبي.
يمكن أيضًا الإشارة إلى سوتنيا باسم نصف-سوتنيا للدلالة على المجموعات التي تضم وحدة أصغر من الأشخاص، أي قرابة 50 شخصًا عادةً.
في التاريخ الروسي، استخدمت سوتنيا أيضًا للدلالة على بعض المنظمات (المدنية) الأخرى، انظر Сотня.

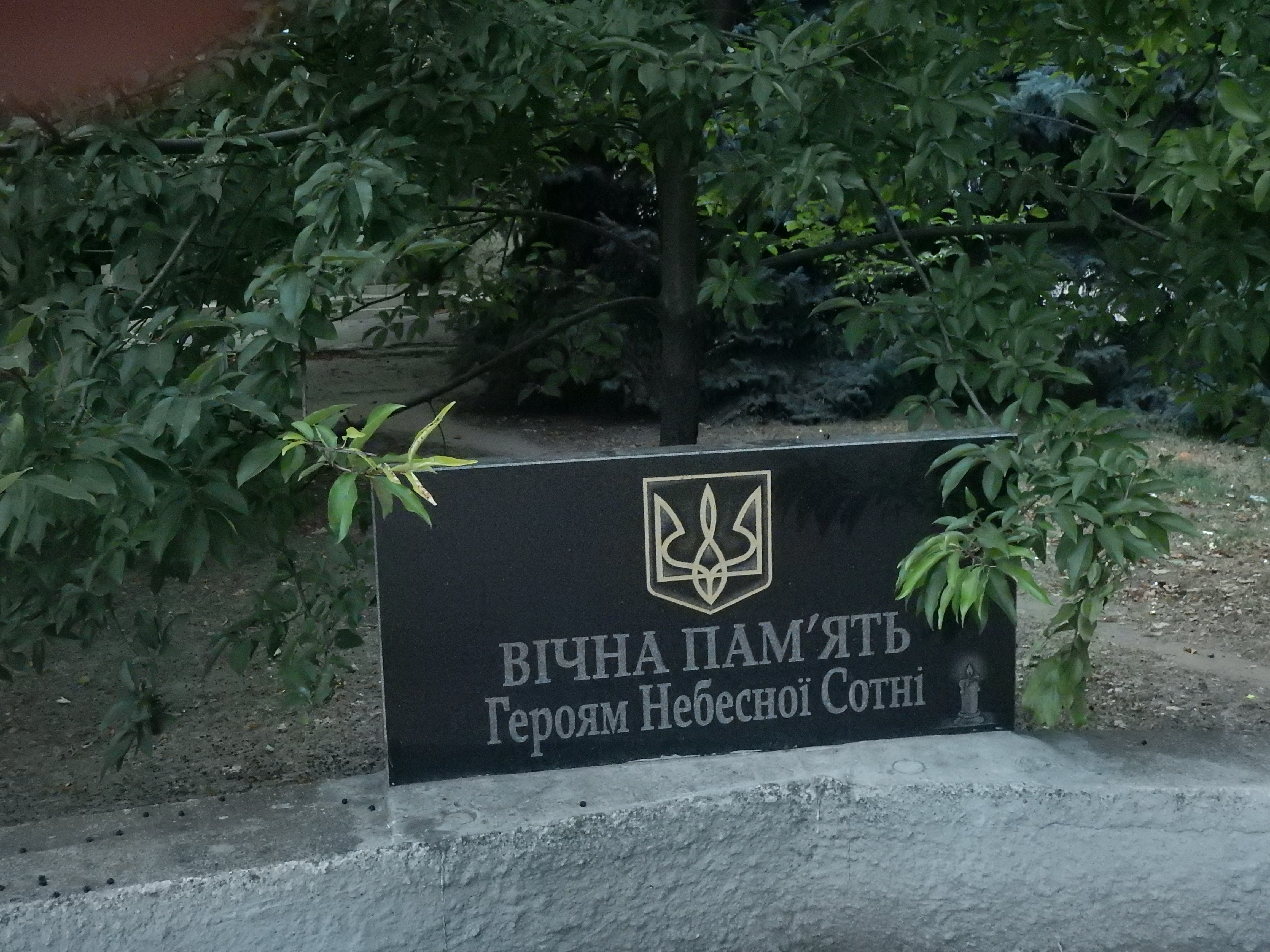
نصب نيبيسنا سوتنيا التذكاري في فيليكا ميخائيليفكا 1

خلال الحرب العالمية الثانية وحرب الاستقلال الكرواتية، حملت العديد من الوحدات الكرواتية اسم ساتنيجا، وكان يُطلق على أعضائها اسم ساتنيتشي (مفردها:ساتنيك).  ولا تزال هذه الرتبة موجودة في الجيش الكرواتي وتعادل رتبة نقيب. 